# 霊猫香
霊猫香（れいびょうこう）とはシベット（civet）とも呼ばれるジャコウネコの分泌物であり、香料として使用される。
ジャコウネコは東南アジアと北東アフリカに分布しているが、霊猫香の採取が行われているのはエチオピアのみである。エチオピアではシベットを採取するためにジャコウネコを飼育している。ジャコウネコは凶暴な性格でヒトになつかないため、1匹ずつ隔離して狭いケージに入れて飼育する。そして、9日程度ごとに尾の近くにある香嚢（会陰腺）にヘラを差し込んで、その中のペースト状の分泌物を掻き出す。これが霊猫香であり、1頭のジャコウネコから一度の採取で10グラム程度の霊猫香が得られる。かつてはこれを牛の角に詰めて出荷していたのが有名であったが、現在はアルミ缶などに代わっている。
霊猫香は黄白色をしており、空気に触れると徐々に黒っぽくなり粘性が増してやがて酸敗してしまう。香料として使用する場合には、エタノールに溶解させて不溶物を濾過して除いたチンキとして用いる。これは強い糞様臭を持つが、さらに薄めると心地よい香りとなる。
霊猫香はつけた香水の香りを長持ちさせる保留効果があり、また花の香りをより花らしくさせる効果があるため、香水に少量使用される。香料以外の用途では漢方薬としても使用される。また古代においては媚薬として用いられており、クレオパトラが体に塗っていたと伝えられている。
霊猫香の成分の大部分は脂肪や粘液であるが、香気成分として大環状ケトンの一種であるシベトン（9-シクロヘプタデセン-1-オン）を3%程度含んでおり、これが心地よい香りの本体である。またスカトールを含有しているため糞様臭を持つ。しかし、このスカトールの臭いも薄めるとジャスミンなどを思わせる花様の香りに変わる。
同様に動物から得られる香料である麝香や龍涎香とは異なり、霊猫香は継続的な生産が可能であるため絶滅のおそれのある野生動植物の種の国際取引に関する条約（ワシントン条約）などによる取引の規制はされていない。しかし、その生産方法が動物虐待的であるとして非難を受けることがある。